# 國際經濟與貿易
国际经济与贸易 (International Economics and Trade)，是指專業或者學文系統性地掌握經濟學的基本原理和國際經濟，國際貿易的基本理論，培養學習國際貿易的必備知識和技能的人才。
國際經濟與貿易的教育目的是通過掌握全球性貿易和現代貿易和貿易現狀，培養對海外貿易的慣例和WTO規則、國家的貿易政策，以此來衡量具有交易能力、貿易業務、調查研究等能力的綜合性專業人才。
国际经济与贸易专业学生要学到工作教育，经济，贸易，政治科学，历史，现代语言。也需要出国留学的机会。

## 开设院校 (大学或学院)

### 上海
- 复旦大学
- 上海交通大学
- 同济大学
- 华东师范大学
- 上海大学
- 东华大学
- 上海财经大学
- 上海外国语大学
- 上海对外经贸大学
- 华东政法大学
- 上海立信会计金融学院
- 上海理工大学上海海洋大学
- 上海杉达学院
- 上海建桥学院
- 上海商学院
- 上海海事大学
- 上海政法学院
- 上海工程技术大学
- 上海电力学院
- 上海杉达学院
- 上海应用技术大学
- 上海电机学院

### 北京
- 对外经济贸易大学
- 北京大学
- 北京师范大学
- 北京航空航天大学
- 中国人民大学
- 北京外国语大学
- 外交学院
- 北京物资学院
- 北京语言大学
- 华北电力大学
- 国际关系学院
- 中国农业大学
- 北京理工大学
- 北京科技大学
- 北京工业大学
- 北京化工大学
- 北京邮电大学
- 北京林业大学
- 首都师范大学
- 中央民族大学
- 中国传媒大学
- 北京工商大学
- 北京联合大学
- 中央财经大学
- 北京第二外国语学院
- 中国石油大学
- 首都经济贸易大学
- 北方工业大学
- 北京石油化工学院
- 北京物资学院
- 北京服装学院
- 首钢工学院
- 北京农学院
- 中国社会科学院研究生院
- 北京城市学院
- 北京工业大学耿丹学院

### 天津
- 南开大学
- 南开大学滨海学院
- 天津师范大学
- 天津工业大学
- 天津科技大学
- 天津财经大学
- 天津商业大学
- 天津外国语大学天津农学院
- 河北工业大学

### 江苏
- 南京大学
- 东南大学
- 河海大学
- 南京邮电大学
- 苏州大学
- 南京师范大学
- 中国矿业大学（徐州）
- 中国药科大学
- 南京财经大学
- 江苏大学
- 江苏师范大学
- 常州大学
- 南通大学
- 南京中医药大学
- 南京审计学院
- 苏州大学文正学院

### 浙江
- 浙江大学
- 浙江工商大学
- 浙江理工大学
- 中国计量学院
- 浙江外国语学院
- 嘉兴学院
- 宁波大学
- 杭州电子科技大学
- 浙江财经大学
- 浙江树人大学
- 浙江工业大学
- 浙江科技学院
- 宁波诺丁汉大学
- 绍兴文理学院
- 浙江师范大学
- 浙江农林大学
- 温州大学
- 湖州师范学院
- 台州学院
- 宁波财经学院

### 湖北
- 武汉大学
- 华中科技大学
- 武汉工程大学
- 华中师范大学
- 武汉科技大学
- 湖北工业大学
- 武汉理工大学
- 湖北经济学院
- 三峡大学
- 中南民族大学
- 湖北师范学院
- 湖北理工学院
- 湖北大学
- 黄冈师范学院
- 湖北大学知行学院
- 湖北汽车工业学院